# Pulgar (Spagna)
Pulgar è un comune spagnolo di 1 603 abitanti situato nella comunità autonoma di Castiglia-La Mancia.